# حصن سنهاجاد

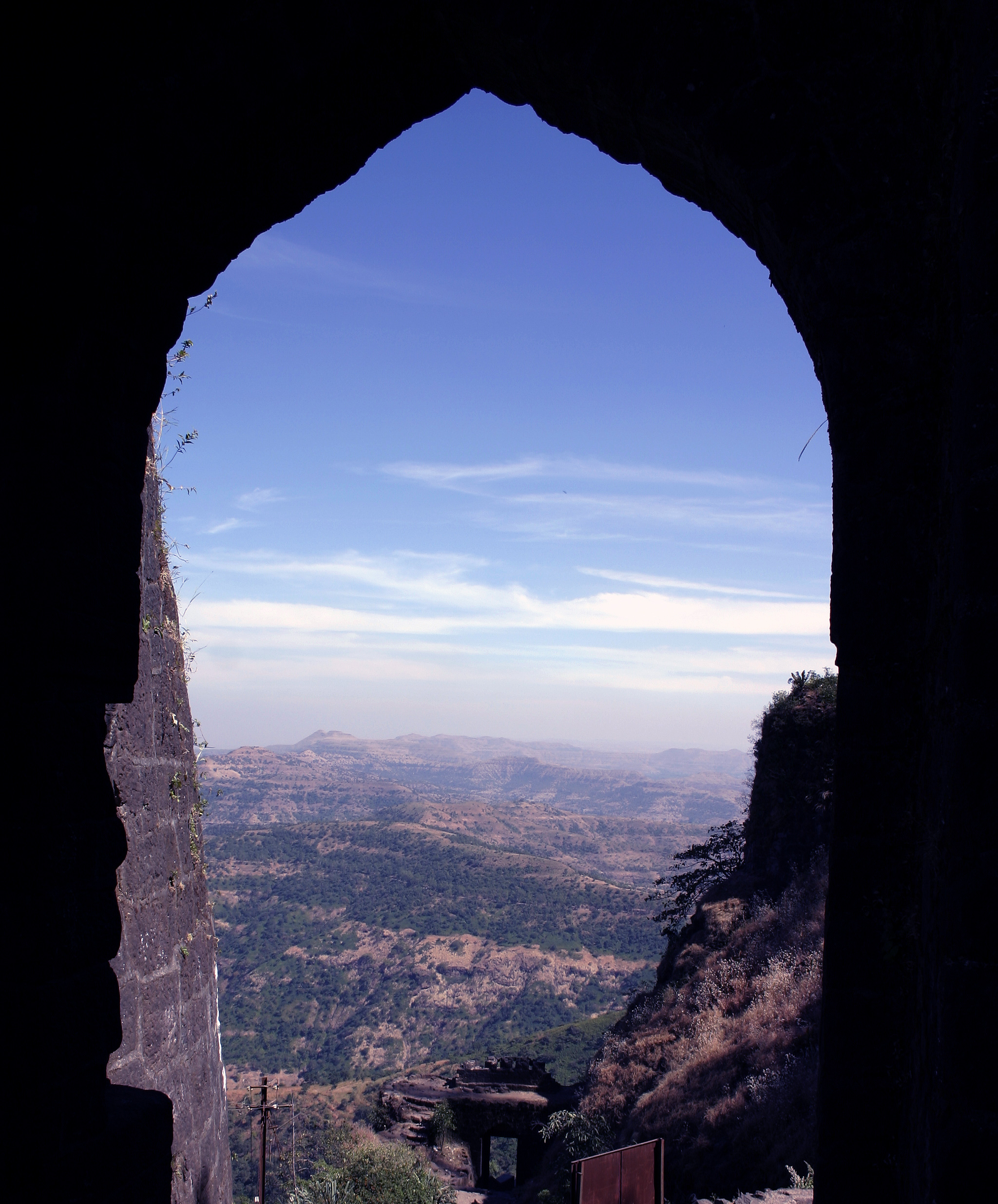
سنهاجاد: منظر من "بيون درواجا"

سنهاجاد هي حصن جبلي قديم يقع على بعد حوالي 49كم جنوب غرب مدينة بيون الهندية.
كان هذا الحصن يُعرف سابقًا باسم كوندانا، وقد كان موقعًا للعديد من المعارك، أبرزها معركة سنهاجاد التي وقعت عام 1670.
يقع حصن سنهجاد في منطقة بيون في ولاية ماهاراشترا ويحظى بتاريخ عريق. حيث شُيد حصن سنهاجاد ( قلعة الأسد) بشكل استراتيجي لتوفير الحماية الطبيعية من الأعداء بسبب منحدراته الشديدة.، وهو ما كان سببًا رئيسيًا في بناء أسوار الحصون في الأماكن الرئيسية فقط. هناك بوابتان لدخول الحصن معروفتان بكاليان درواجا وبيون دروازا. تقع بوابة كاليان درواجا في اتجاه الجنوب الشرقي بينما تقع بوابة بيون دروازا في اتجاه الشمال الشرقي. ويحيط بالقلعة عدة حصون أخرى، وكانت تُعرف باسم مركز التحكم لإمبراطورية مراثا.

## الطبيعة الجغرافية
يقع الحصن على منحدر معزول من سلسلة بهوليسوار في جبال سهيادري، ويقع على تل يبلغ ارتفاعه حوالي 760 متر (2,490 قدم) فوق سطح الأرض و1,317 متر (4,321 قدم) فوق متوسط مستوى سطح البحر.

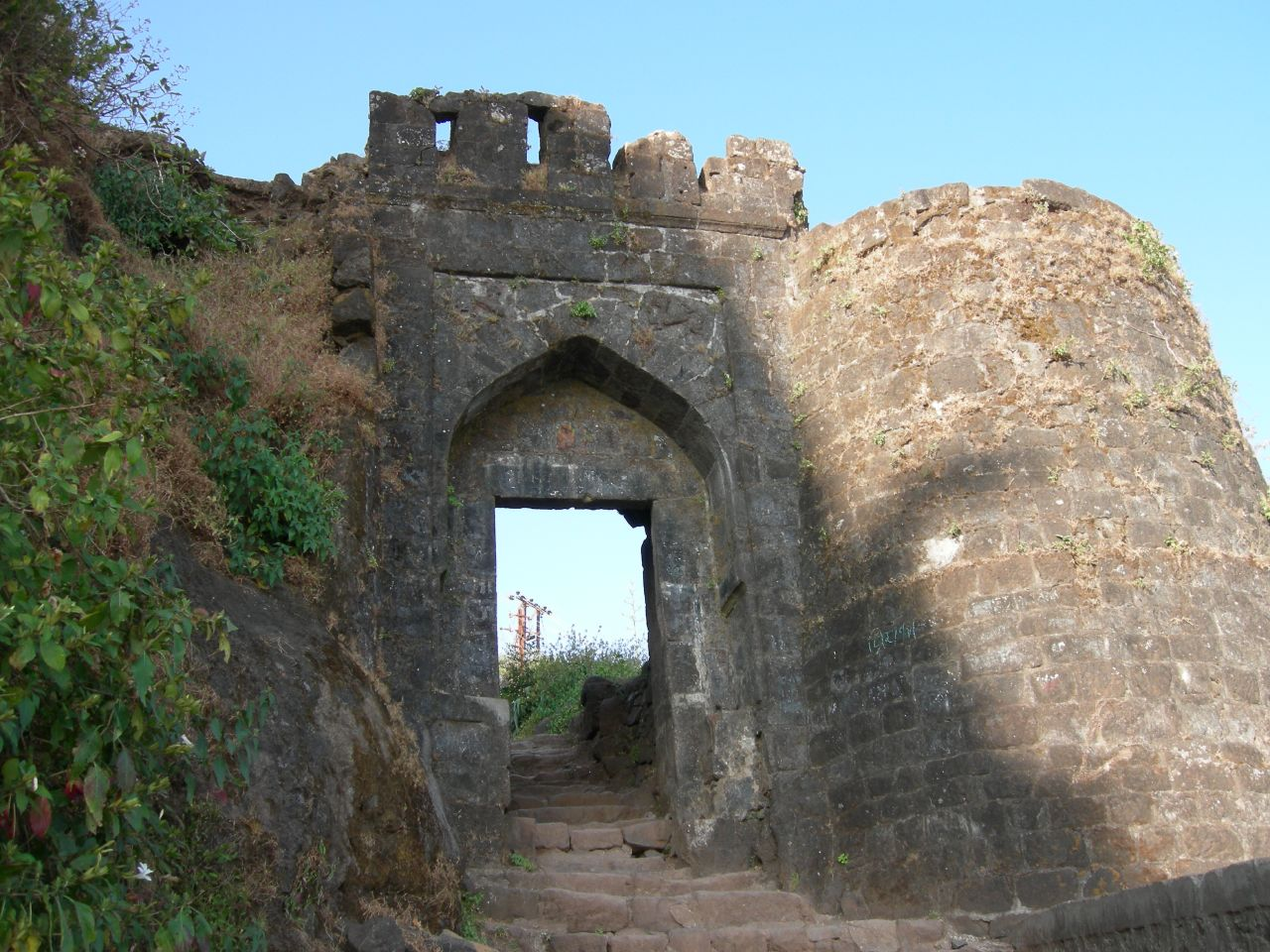
مدخل سنهاجاد

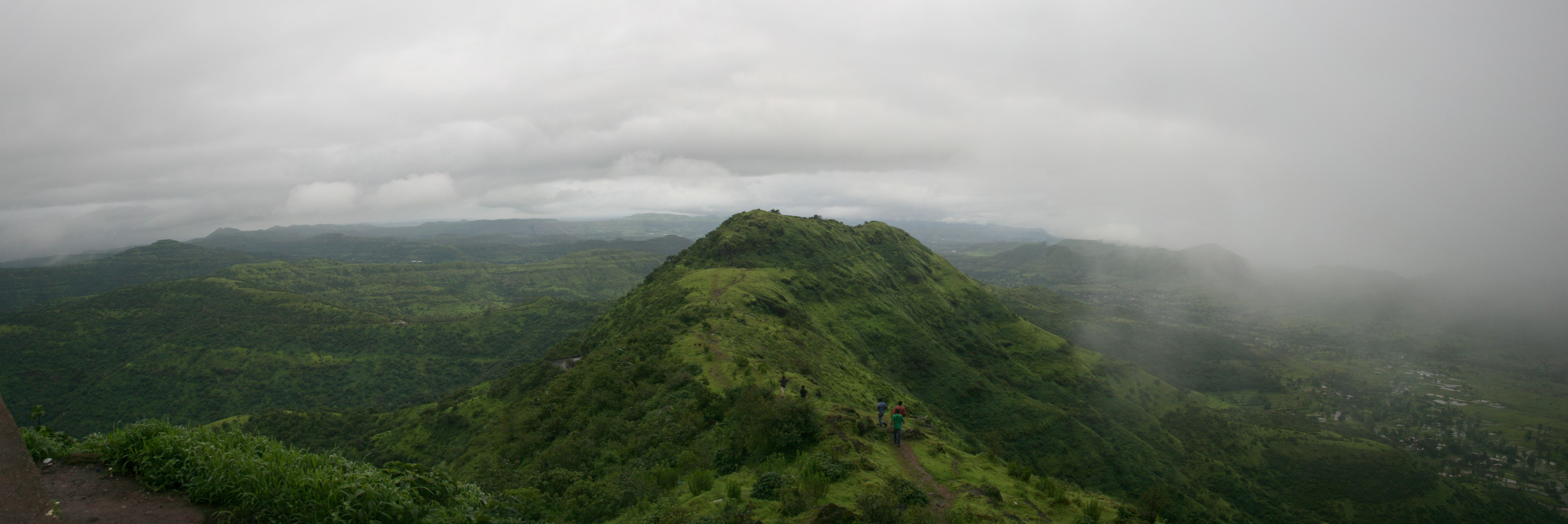
منظر من سنهاجاد